# Izrael Chaim Wilner

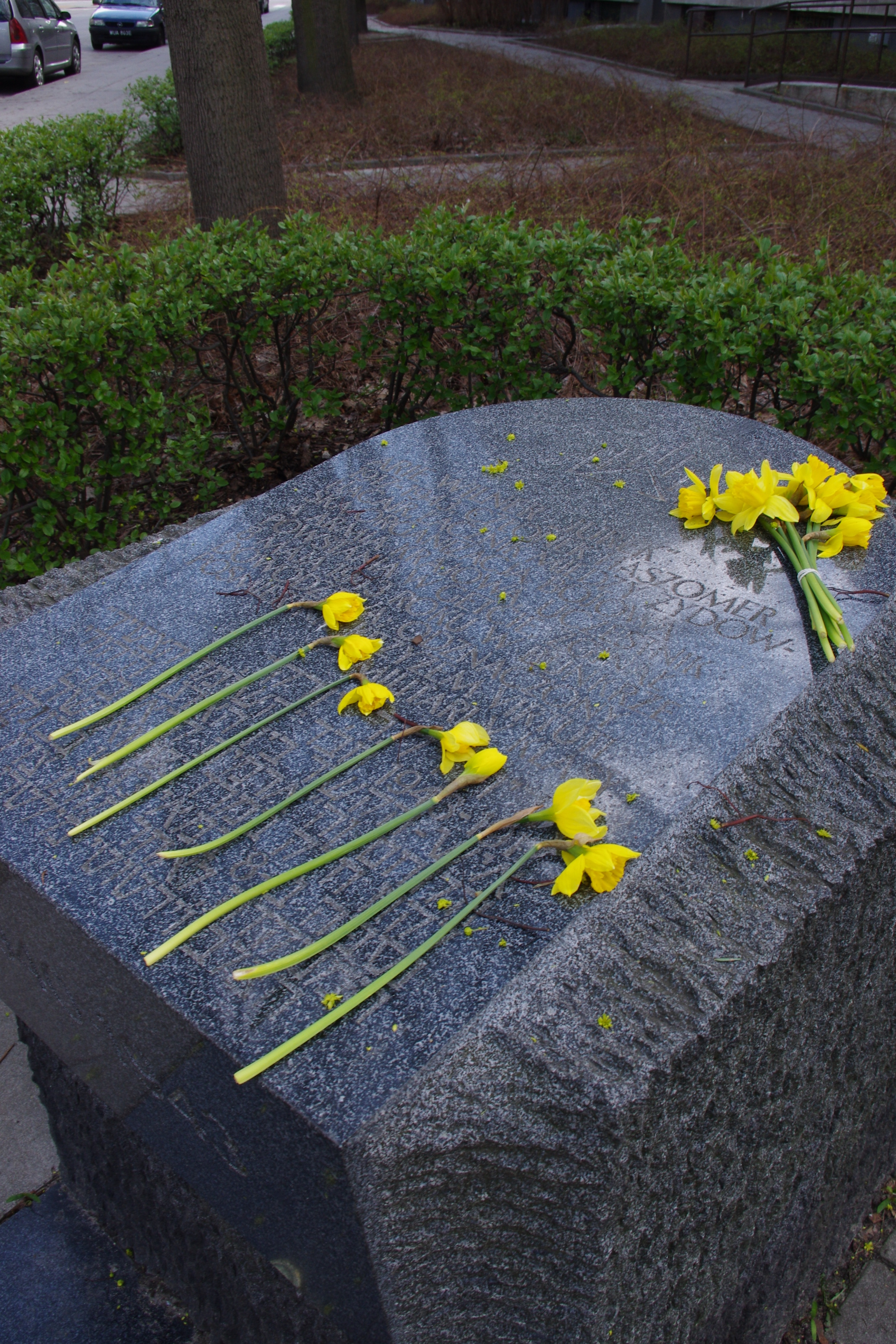
Kamienny blok Traktu Pamięci Męczeństwa i Walki Żydów upamiętniający Izraela Chaima Wilnera przy ul. Zamenhofa w Warszawie

Izrael Chaim Wilner, ps. Arie, Jurek (ur. 1917 w Warszawie, zm. 8 maja 1943 tamże) – działacz żydowskiego ruchu oporu w czasie II wojny światowej, poeta, łącznik między Żydowską Organizacją Bojową (ŻOB), a Armią Krajową po stronie aryjskiej, członek sztabu ŻOB, uczestnik powstania w getcie warszawskim.

## Życiorys
Był członkiem młodzieżowej organizacji syjonistycznej Ha-Szomer Ha-Cair. Podczas okupacji niemieckiej po wkroczeniu Niemców do Wilna i na Litwę (1941) wraz z przyjaciółmi, m.in.: harcmistrzem Adamem Kownerem (Abelem Kovnerem), Chają Grosman, Edkiem Boraksem, Chumą Godot i Izraelem Nagelem, uzyskali schronienie i ukrywali się w klasztorze dominikanek klauzurowych w Kolonii Wileńskiej koło Wilna.
W 1942 uczestniczył w misjach do Krakowa i Częstochowy, których celem było zorganizowanie tamtejszego ruchu oporu. Pod koniec lipca 1942, krótko po rozpoczęciu przez Niemców wielkiej akcji deportacyjnej, przy ul. Dzielnej 34 w kibucu Droru odbyło się zebranie przedstawicieli ruchów młodzieżowych: Dror, Ha-Szomer Ha-Cair i Bene Akiwa, na którym zapadła decyzja o utworzeniu Żydowskiej Organizacji Bojowej. Wilner wraz z Josefem Kapłanem i Szmuelem Bresławem reprezentowali Ha-Szomer Ha-Cair.
W sierpniu 1942 został po raz pierwszy wysłany na aryjską stronę w celu nawiązania kontaktów z polskim podziemiem. Udało mu się to w osobie Henryka Wolińskiego ps. „Wacław”, przedstawiciela Referatu Spraw Żydowskich Biura Informacji i Propagandy Komendy Głównej AK, z którym przeprowadził pierwsze rozmowy dotyczące pomocy w zorganizowaniu zbrojnego oporu wobec sytuacji w getcie. Po stronie aryjskiej posługiwał się fałszywą kenkartą na nazwisko Jerzego Borowskiego. Działalność poza gettem ułatwiał mu tzw. dobry wygląd (był szczupłym blondynem o niebieskich oczach) i znajomość przedwojennego środowiska harcerskiego, w którym miał wielu przyjaciół.
Był przedstawicielem żydowskiego podziemia po stronie aryjskiej z ramienia ŻOB. Wspólnie z Adolfem Bermanem, reprezentantem Żydowskiego Komitetu Narodowego (organizacja jednocząca partie syjonistyczne i socjalistyczne), oraz Leonem Feinerem ps. „Mikołaj”, reprezentantem Komisji Koordynacyjnej (platforma współpracy ŻKN i Bundu) odpowiadał za kontakty z polskim podziemiem. Odpowiadał też za przemyt broni oraz przekazywanie informacji ze strony aryjskiej do getta. Razem z pozostałymi przedstawicielami żydowskiego podziemia zadeklarował wolę podporządkowania działań ŻOB Delegaturze Rządu na Kraj i Komendzie Głównej AK.
W listopadzie 1942 ŻOB została uznana za organizację paramilitarną, przyjmującą metody organizacji i taktyki walki Armii Krajowej.
18 stycznia 1943 roku, po rozpoczęciu tzw. drugiej akcji likwidacyjnej w getcie warszawskim, był pierwszym bojownikiem ŻOB, który oddał strzał do Niemców. Dowodził następnie jedną z grup bojowych walczących na terenie tzw. getta centralnego.
W marcu 1943 został aresztowany po aryjskiej stronie przez Gestapo. Przeszedł śledztwo, podczas którego był torturowany. Został odbity i przetransportowany do getta, gdzie ze względu na stan zdrowia musiał przejść operację. W tym czasie przebywał w mieszkaniu Lutka Rotblata przy ul. Muranowskiej 44. Przedstawicielem ŻOB po aryjskiej stronie został Icchak Cukierman.
W rozmowie z Henrykiem Wolińskim o przyczynach wybuchu powstania miał powiedzieć słynne słowa – My nie chcemy ratować swojego życia. Z nas żaden żywy nie wyjdzie. My chcemy ratować ludzką godność.
Podczas wojny polscy przyjaciele często proponowali mu, aby nie wracał do dzielnicy zamkniętej i ukrył się po stronie aryjskiej, jednak zawsze odmawiał.
Po wybuchu powstania w getcie 19 kwietnia 1943 Wilner wraz z dowodzoną przez siebie grupą bojowców walczył na terenie getta centralnego, w rejonie ulic: Zamenhofa, Miłej i Franciszkańskiej. 8 maja 1943, po odkryciu przez Niemców bunkra przy ul. Miłej 18, gdzie mieściła się kwatera główna ŻOB, razem z innymi bojowcami popełnił samobójstwo.
Według relacji obecnej w bunkrze Tosi Altman, przekazanej po wyjściu garstki bojowców, wyprowadzonych kanałami przez Szymona Ratajzera ps. „Kazik” 10 maja 1943 na ul. Prostej 51, to właśnie Arie Wilner miał krzyknąć – Bojowcy, strzelajcie do siebie. Ostatnia kula nam się należy. Nie wpadniemy żywi w ręce Niemców!. Wraz z innymi bojowcami ŻOB spoczywa w zbiorowym grobie w zasypanym bunkrze przy ul. Miłej, gdyż po wojnie w tym miejscu nie przeprowadzono ekshumacji.

## Życie prywatne
Rodzice i siostra Gustawa (Guta) przeżyli wojnę i pod koniec 1945 wyjechali z Polski.

## Odznaczenia i upamiętnienie
19 kwietnia 1945 został pośmiertnie odznaczony Krzyżem Virtuti Militari V klasy.
Arie Wilner został upamiętniony na jednym z kamiennych bloków warszawskiego Traktu Pamięci Męczeństwa i Walki Żydów znajdującym się przy ulicy Zamenhofa. Jego nazwisko widnieje również na obelisku znajdującym się u podnóża upamiętnienia przy dawnej ulicy Miłej 18, nazywanego Kopcem Anielewicza.